# 多朗
多朗（法語：Dorans，法語發音：[dɔʁɑ̃]）是法国勃艮第-弗朗什-孔泰大区贝尔福地区省的一个市镇，位于该省西南部，贝尔福市区以南。

## 地理
多朗（47°35'16"N, 6°50'19"E）面积3.77 平方千米，位于法国勃艮第-弗朗什-孔泰大區贝尔福地区省，该省份为法国东北部内陆省份，东临上莱茵省，北起孚日省，西接上索恩省，南与杜省和瑞士接壤。
与多朗接壤的市镇（或旧市镇、城区）包括：阿尔日耶桑、布勒维利耶、邦维拉尔、贝尔蒙、博唐、塞沃南。

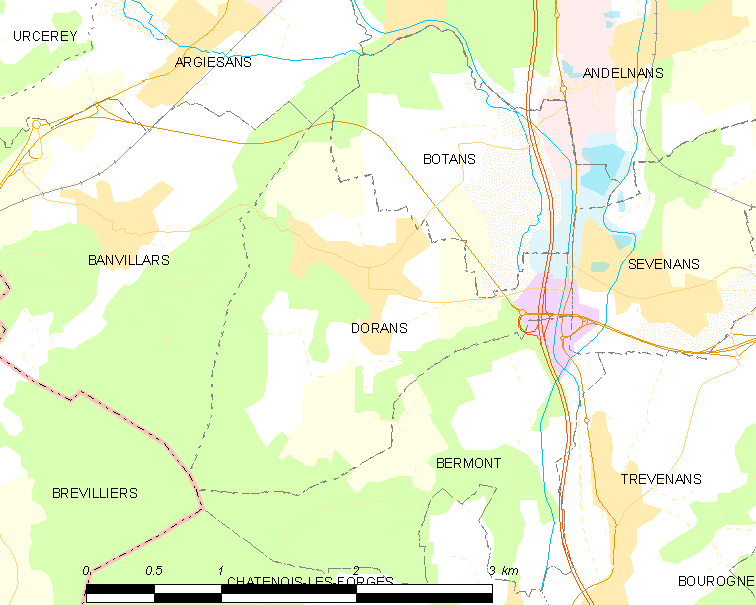
多朗的OSM定位图

多朗的时区为UTC+01:00、UTC+02:00（夏令时）。

## 行政
多朗的邮政编码为90400，INSEE市镇编码为90035。

## 政治
多朗所属的省级选区为沙特努瓦莱福日县。

## 人口

1962-2008年间多朗人口变化图示

多朗于2022年1月1日时的人口数量为823人。